# Benjamin von Stuckrad-Barre

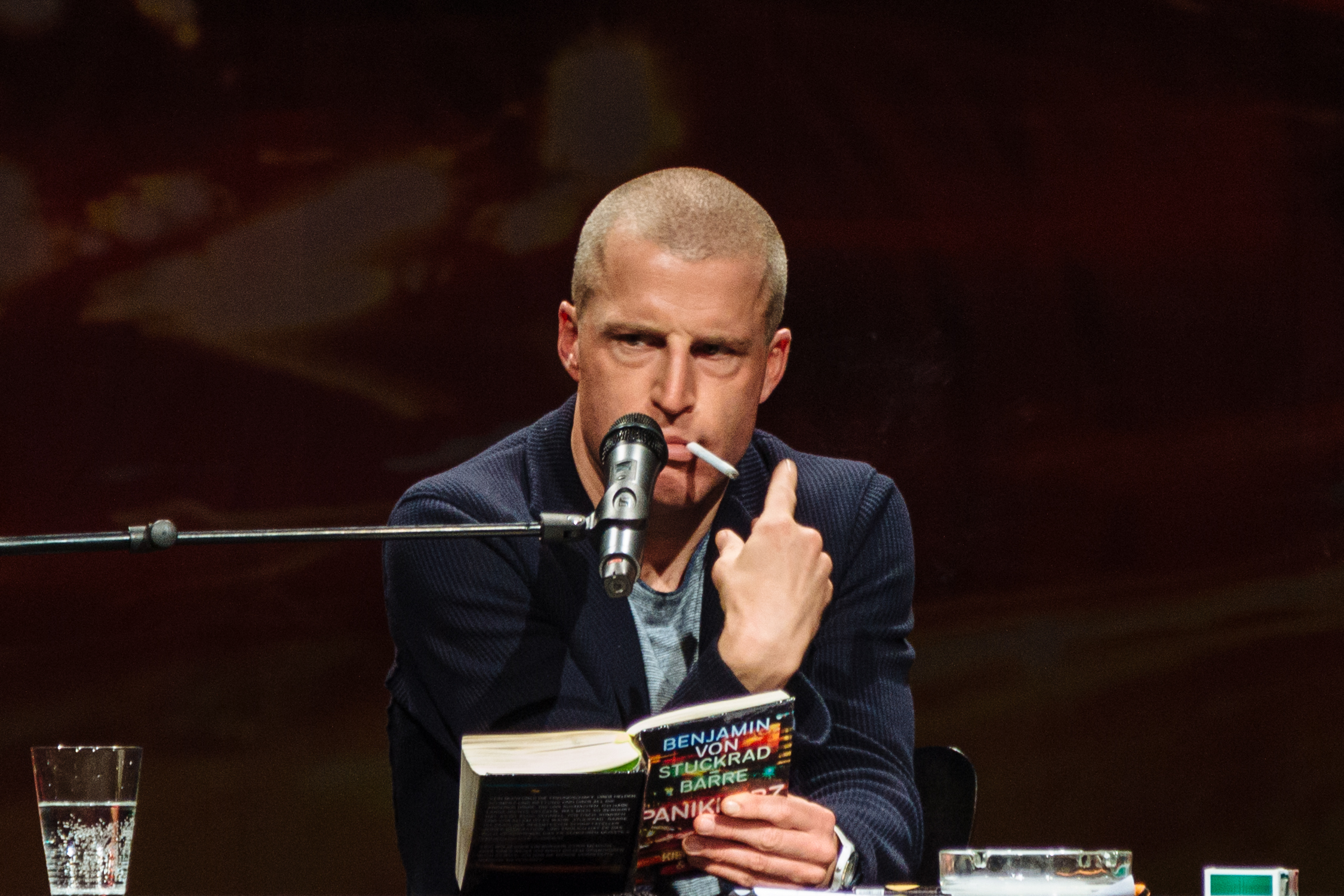
Benjamin von Stuckrad-Barre (2016)

Benjamin von Stuckrad-Barre (* 27. Januar 1975 in Bremen) ist ein deutscher Schriftsteller, Journalist und Moderator. Seine literarischen Werke werden zumeist der Popliteratur zugerechnet.

## Leben
Benjamin von Stuckrad-Barre entstammt der althessischen, ursprünglich in Rotenburg an der Fulda beheimateten adeligen Beamtenfamilie von Stuckrad (ab 1932 führte sein Großvater durch Übertragung des Geburtsnamens seiner Mutter den Doppelnamen „Stuckrad-Barre“). Er wurde als jüngstes von vier Kindern des Pastors Jobst von Stuckrad-Barre (1944–2024) und dessen Frau Elisabeth, geb. Rengstorf, einer Lehrerin, in Bremen geboren. Die ersten drei Lebensjahre verbrachte er in Brinkum, heute ein Ortsteil der Gemeinde Stuhr. Anschließend wuchs er in Rotenburg an der Wümme und Göttingen auf. Von 1987 bis 1990 besuchte Stuckrad-Barre das Ratsgymnasium in Rotenburg/Wümme. 1990 zog die Familie nach Göttingen, wo der Vater eine Stelle als Pastor an der evangelisch-lutherischen Pfarrkirche St. Albani antrat.
Seit 1993 ist Stuckrad-Barre schriftstellerisch tätig. Nach seinem Abitur 1994 am Max-Planck-Gymnasium in Göttingen zog er nach Hamburg und begann ein Studium der Germanistik, das er bald abbrach. Nach verschiedenen Praktika, u. a. beim Plattenlabel L’age d’or, beim Norddeutschen Rundfunk und der taz, folgten Anstellungen als Redakteur bei der deutschen Lizenzausgabe der Zeitschrift Rolling Stone, als Produktmanager beim Plattenlabel Motor Music und als Gagautor der Harald Schmidt Show. Nebenbei schrieb er als freier Mitarbeiter für Zeitungen und Magazine wie FAZ, Die Woche und Stern.
Bekannt wurde er mit seinem 1998 erschienenen Debütroman Soloalbum sowie dem 2003 entstandenen gleichnamigen Film. Durch den Erfolg dieses Romans und seiner folgenden Werke entwickelte sich Stuckrad-Barre zu einem der neuen deutschen Popliteraten der 1990er Jahre. Unterstützt wurde dieses Image von medienwirksamen Auftritten, u. a. zusammen mit Christoph Schlingensief, und einer Sendung bei MTV Central mit dem Titel Lesezirkel (2001–2002). Am 13. Juni 2001 wurde Stuckrad-Barres in der FAZ erschienenes Interview Claus Peymann kauft sich keine Hose, geht aber mit essen als Dramolett in der Harald Schmidt Show aufgeführt.
In dieser Zeit konsumierte Stuckrad-Barre in großem Umfang Rauschmittel; er bekannte sich einige Jahre später öffentlich zu seiner Alkohol- und Kokainsucht und war Protagonist der 2004 gesendeten Dokumentation Rausch und Ruhm von Herlinde Koelbl. Hier ließ er sich von Koelbl dabei filmen, wie er in seiner völlig heruntergekommenen Wohnung versuchte, mit Depressionen und den körperlichen Folgen des Entzugs fertigzuwerden. Dies galt auch für den Aufenthalt in einer Spezialklinik und die ersten Wochen in einer Wohngemeinschaft für Suchtkranke. Koelbl erhielt von ihm die Erlaubnis, seinen körperlichen und seelischen Verfall mit der Kamera detailliert zu dokumentieren und auch privateste und intime Momente dieses Lebensabschnitts zu filmen. Nach eigenen Angaben lebt er seit 2006 abstinent von Alkohol: „Alkohol war bei mir nie so das Problem, es waren die Substanzen, die als harte Drogen bezeichnet werden, und in meinem Hirn ist das offenbar miteinander verknüpft; der eine Rausch würde, einmal hereingebeten, dem anderen mitteilen, wo der Schlüssel ist, und flugs würden die mir gemeinsam die Bude auf links drehen.“
Aufmerksamkeit fanden seine Klagen gegen das Internetportal Thema1 (2000) und das Satiremagazin Titanic (2001). Das Internetportal hatte einen Toilettenwitz über Stuckrad-Barre verbreitet; die Zeitschrift Titanic hatte für eine Lesung Stuckrad-Barres mit einem Foto des Oklahoma-Attentäters McVeigh und eines mutmaßlichen Kindermörders geworben. 2012 reagierte er auf einen Artikel des Berliner Kuriers, in dem die als „lausig“ bezeichnete Qualität des von ihm als Co-Autor mitverantworteten Drehbuchs zu Helmut Dietls Film Zettl auf Spätfolgen von Stuckrad-Barres Kokaingebrauch („Hirnschäden“) zurückgeführt wurde, mit einer Abmahnung des Boulevardblattes.
Nach Stationen in Hamburg, Köln und Zürich (2003) zog Stuckrad-Barre 2006 wieder  nach Berlin. Im Frühjahr 2005 moderierte er für das Schweizer Fernsehen die Sendung Stuckrad bei den Schweizern, in der er sich satirisch und humoristisch mit Themen befasste, die ihn als Deutschen in der Schweiz beschäftigten. Dabei traf er auch einige Schweizer Prominente, die ihm bei einer Einbürgerung helfen sollten.
2006 moderierte er jeden Dienstag beim Jugendsender des Hessischen Rundfunks You FM, wo er bereits 2004 tätig war, die Sendung Enzyklopädings. Ziel der Sendung war es, mit den Zuhörern eine eigene „Enzyklopädie“ zu erstellen, die Wissen enthalten sollte, das „wirklich wichtig ist“.
Ab Januar 2008 schrieb Stuckrad-Barre für Die Welt, Welt am Sonntag sowie die Berliner Zeitung. 2010 bis 2013 moderierte er die politische Unterhaltungssendung Stuckrad Late Night. Die Show wurde von Christian Ulmen produziert und lief zunächst auf ZDFneo, die zweite und dritte Staffel mit je zehn Folgen wurden, unter dem Titel Stuckrad-Barre, bei Tele 5 und danach weiterhin über ulmen.tv als Stream ausgestrahlt.
2013 wurde Benjamin von Stuckrad-Barre gemeinsam mit Hajo Schumacher vom Journalistenverbund Reporter-Forum mit dem „Deutschen Reporterpreis 2013“ für das „Beste Interview“ ausgezeichnet für ein gemeinsames Interview mit Jürgen Flimm und Jörg Schönbohm unter dem Titel „Ohne unsere Frauen wären wir jetzt tot“. Ab 16. Oktober 2014 liefen sechs Folgen der Talkshow Stuckrads Homestory beim RBB, in der er Prominente besuchte, ohne vorher zu wissen, wen. Gäste waren Udo Lindenberg, Bettina Böttinger, Lars Eidinger, Katja Ebstein, Jimi Blue Ochsenknecht und Westbam. 2019 entstanden zwölf Folgen des Podcasts Ja ja, nee nee, in dem Stuckrad-Barre sich mit der Schauspielerin Jasna Fritzi Bauer über Themen wie Unterhosen, Abstinenz und Wählen unterhielt. Im April 2021 wurde das Musikvideo zu dem von Thees Uhlmann gesungenen Song Club 27 veröffentlicht, dessen Text er geschrieben hatte und in dem er eine Nebenrolle spielt.
Stuckrad-Barre war von 1999 bis 2003 mit Anke Engelke liiert. Er hat ein Kind mit der ehemaligen Chefredakteurin der Berliner Boulevardzeitung B.Z. am Sonntag Inga Grömminger. Er lebt in Berlin-Charlottenburg. Er und Grömminger heirateten 2012, wurden aber später geschieden.

## Tätigkeit für Axel Springer
Von 2008 bis 2018 war Stuckrad-Barre für Zeitungen der Axel Springer AG tätig. 2012 beauftragte ihn die Axel Springer AG damit, anlässlich des 100. Geburtstags von Axel Springer ein Jubiläums-Theaterstück über den Verlagsgründer zu schreiben, das Springers Eigenschaften als „Visionär, Lebemann und Tycoon“ herausstellen sollte, mit besonderem Schwerpunkt auf die Liebesgeschichte zwischen Springer und seiner letzten Ehefrau, der Mehrheitsaktionärin Friede Springer, ihre aufopferungsvolle Pflege in den Krankheitsjahren und das Glück, das sie ihm gebracht habe. Der mit Stuckrad-Barre damals eng befreundete Springer-Vorstandsvorsitzende Mathias Döpfner, für dessen jüngsten Sohn der Schriftsteller die Patenschaft übernahm, machte bei dem Festakt der Springer-Witwe, die in der ersten Reihe saß, das Theaterstück zum Geschenk.
Im März 2021 erhob Stuckrad-Barre laut dem Magazin Medieninsider bei der Konzernleitung des Axel-Springer-Verlags Beschwerde gegen den damaligen Bild-Chefredakteur Julian Reichelt wegen Fehlverhaltens gegenüber Mitarbeiterinnen. In einer Whatsapp-Nachricht an Stuckrad-Barre bezeichnete Axel-Springer-Chef Mathias Döpfner daraufhin die Bundesrepublik wegen der Corona-Maßnahmen als „neuen DDR-Obrigkeitsstaat“ und Julian Reichelt als den „letzten und einzigen Journalisten in Deutschland“, der sich dagegen wende. Fast alle anderen seien zu „Propaganda-Assistenten“ geworden, so Döpfner zu Stuckrad-Barre. Nach einem Compliance-Verfahren blieb Reichelt zunächst im Amt und wurde nach einem Bericht der New York Times mit neuen Vorwürfen im Oktober abgelöst. Stuckrad-Barre verarbeitete den Vorgang 2023 in seinem als Schlüsselroman interpretierten Werk Noch wach?.

## Werke

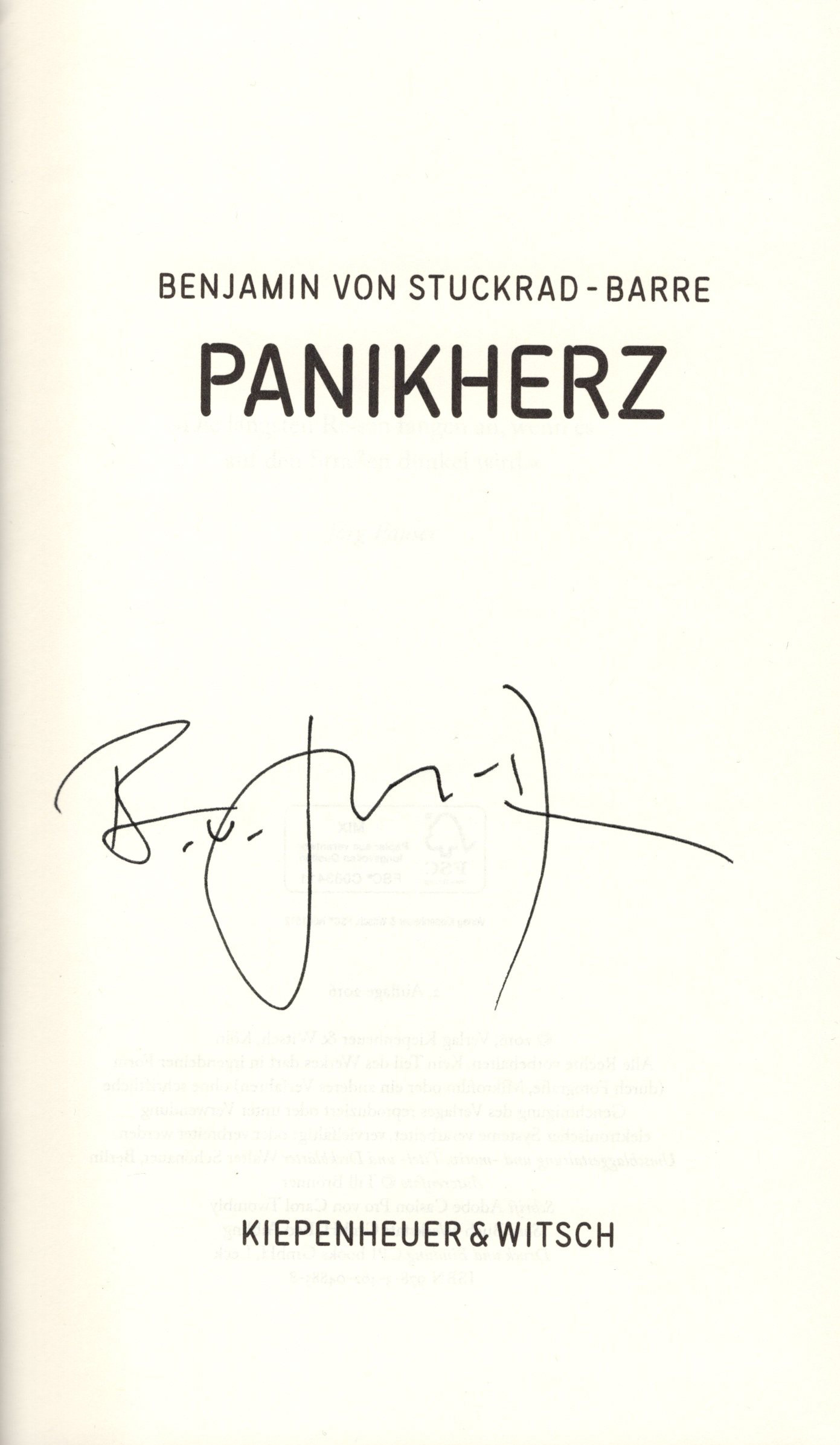
Von Stuckrad-Barre signierte Buchseite in seinem autobiographischen Roman Panikherz (2016)

### Romane
- Soloalbum. Roman. Kiepenheuer und Witsch, Köln 1998, ISBN 3-462-02769-7.
- Panikherz. Autobiografischer Roman. Kiepenheuer und Witsch, Köln 2016, ISBN 978-3-462-31575-2.[42][43] (Platz 1 der Spiegel-Bestsellerliste vom 26. März bis zum 1. April 2016).
- Noch wach? Kiepenheuer und Witsch, 2023, ISBN 978-3-462-00467-0.

### Bücher
- Livealbum. Erzählung. Kiepenheuer und Witsch, Köln 1999, ISBN 978-3-462-02853-9.
- Remix. Texte 1996 bis 1999. Kiepenheuer und Witsch, Köln 1999, ISBN 3-462-03399-9.
- mit anderen Autoren: Tristesse Royale. Ullstein, Berlin 1999; siehe auch Mesopotamia, hrsg. v. Christian Kracht, ISBN 978-3-548-31226-2.
- Blackbox: unerwartete Systemfehler. Kiepenheuer und Witsch, Köln 2000, ISBN 978-3-462-02957-4.
- Transkript. (Mitschrift der Berliner Lesungen im Rahmen der Blackbox-Tour). Kiepenheuer und Witsch, Köln 2001, ISBN 978-3-462-31533-2.
- Deutsches Theater. Kiepenheuer und Witsch, Köln 2001; erweiterte Neuausgabe 2008, ISBN 3-462-03050-7.
- Festwertspeicher der Kontrollgesellschaft. Remix 2. Texte 2000 bis 2004. Kiepenheuer und Witsch, Köln 2004, ISBN 978-3-462-03382-3.
- Nachwort zu Jörg Fauser: Rohstoff. Alexander Verlag, Berlin 2004, ISBN 978-3-89581-114-2.
- Was.Wir.Wissen. Rowohlt, Reinbek 2005, ISBN 3-498-06386-3.
- Auch Deutsche unter den Opfern. Kiepenheuer und Witsch, Köln 2010, ISBN 978-3-462-04224-5.
- Nüchtern am Weltnichtrauchertag. Kiepenheuer und Witsch, Köln 2016, ISBN 978-3-462-04960-2.[44][45]
- Udo Fröhliche! Das Lindenberg-Lexikon von Alkohol bis Zigarre. Axel Springer, Berlin 2016, ISBN 978-3-942656-98-6.[46]
- Ich glaub, mir geht’s nicht so gut, ich muss mich mal irgendwo hinlegen: Remix 3. Kiepenheuer und Witsch, Köln 2018, ISBN 978-3-462-05181-0.[47]
- mit Martin Suter: Alle sind so ernst geworden. Diogenes, Zürich 2020, ISBN 978-3-257-07154-2.
- mit Martin Suter: Kein Grund, gleich so rumzuschreien. Diogenes, Zürich, 2024, ISBN 978-3-257-07321-8

### CDs
- Soloalbum, 1998
- Liverecordings, 1999 (mit Christian Kracht, Harald Schmidt und Christian Ulmen)
- Bootleg, 2000
- Voicerecorder, 2001 (mit Rainald Goetz und Charlotte Roche)
- Deutsches Theater, 2002
- Stuckrad-Barre trifft Brahms, 2003
- Autodiscographie, 2003
- Remix 2. Festwertspeicher der Kontrollgesellschaft, 2004
- Poesiealbum, 2004 (Texte von Udo Lindenberg, gelesen mit Götz Alsmann, Bryan Adams und Reinhold Beckmann)
- Jörg Fauser, Rohstoff. Auszüge gelesen von Benjamin von Stuckrad-Barre (Doppel-CD). Alexander Verlag Berlin, 2004
- Panikherz, 2016
- Ich glaub, mir geht's nicht so gut, ich muss mich mal irgendwo hinlegen: Remix 3, 2018

### Filme
- 2003: Soloalbum (Romanvorlage)
- 2004: Ich war hier, Dokumentarfilm NDR, 7. Juni.
- 2012: Zettl (Co-Autor Drehbuch)

### Theater
- 2001: Claus Peymann kauft sich keine Hose, geht aber mit essen, Berliner Ensemble
- 2018: Panikherz, Hamburger Thalia Theater[48] und Berliner Ensemble[49]
- 2021: Panikherz, Landestheater Detmold[50]

## Dokumentarfilm
- Herlinde Koelbl: Rausch und Ruhm – Popliterat Benjamin von Stuckrad-Barre, 2. Juni 2004, 22.30 Uhr, WDR.